# 삼성 블랙잭
삼성 블랙잭(Samsung Blackjack, Samsung i607)은 삼성전자가 2007년 1월에 출시한 스마트폰이다.

## 사진

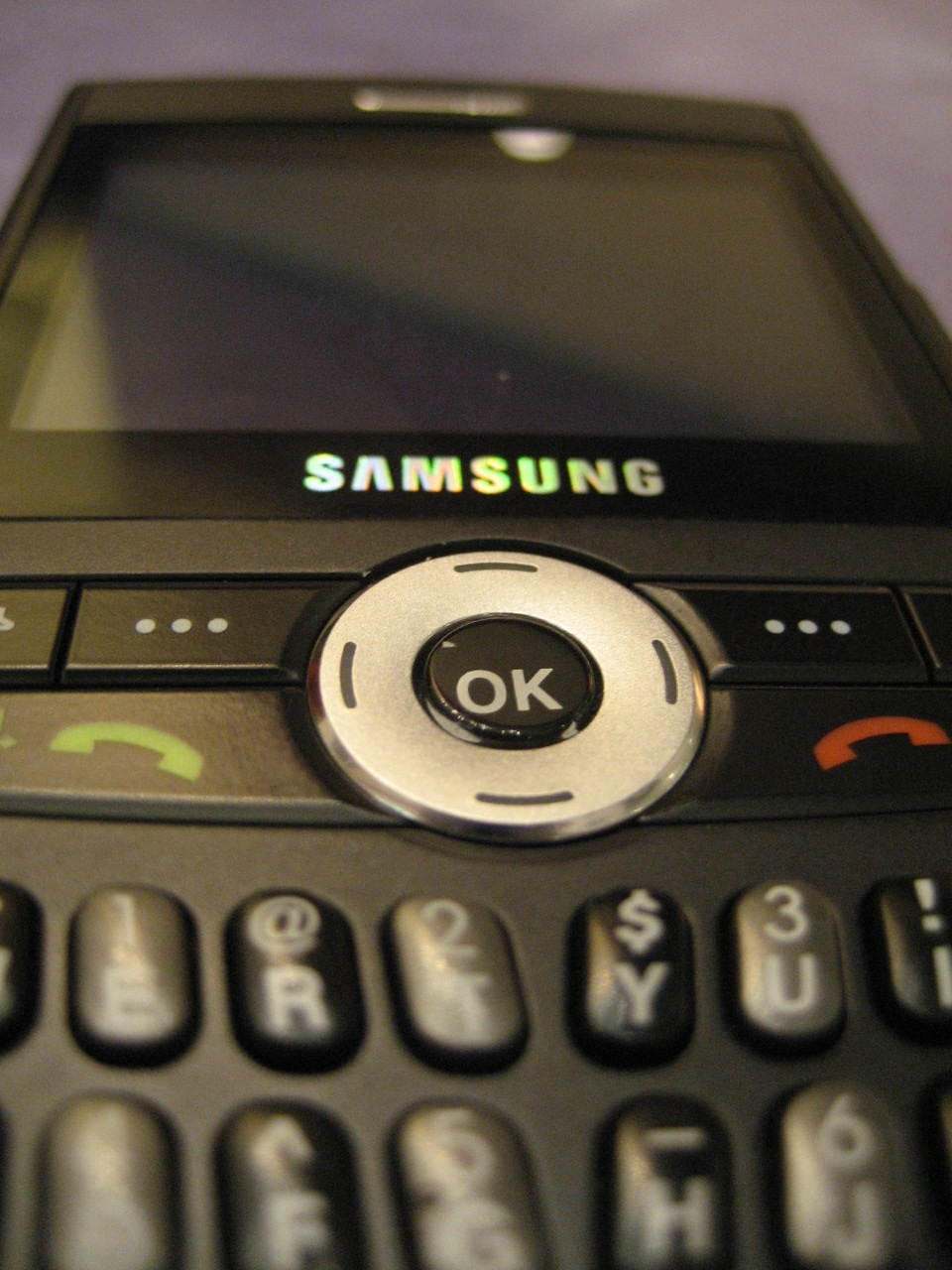
삼성 블랙잭
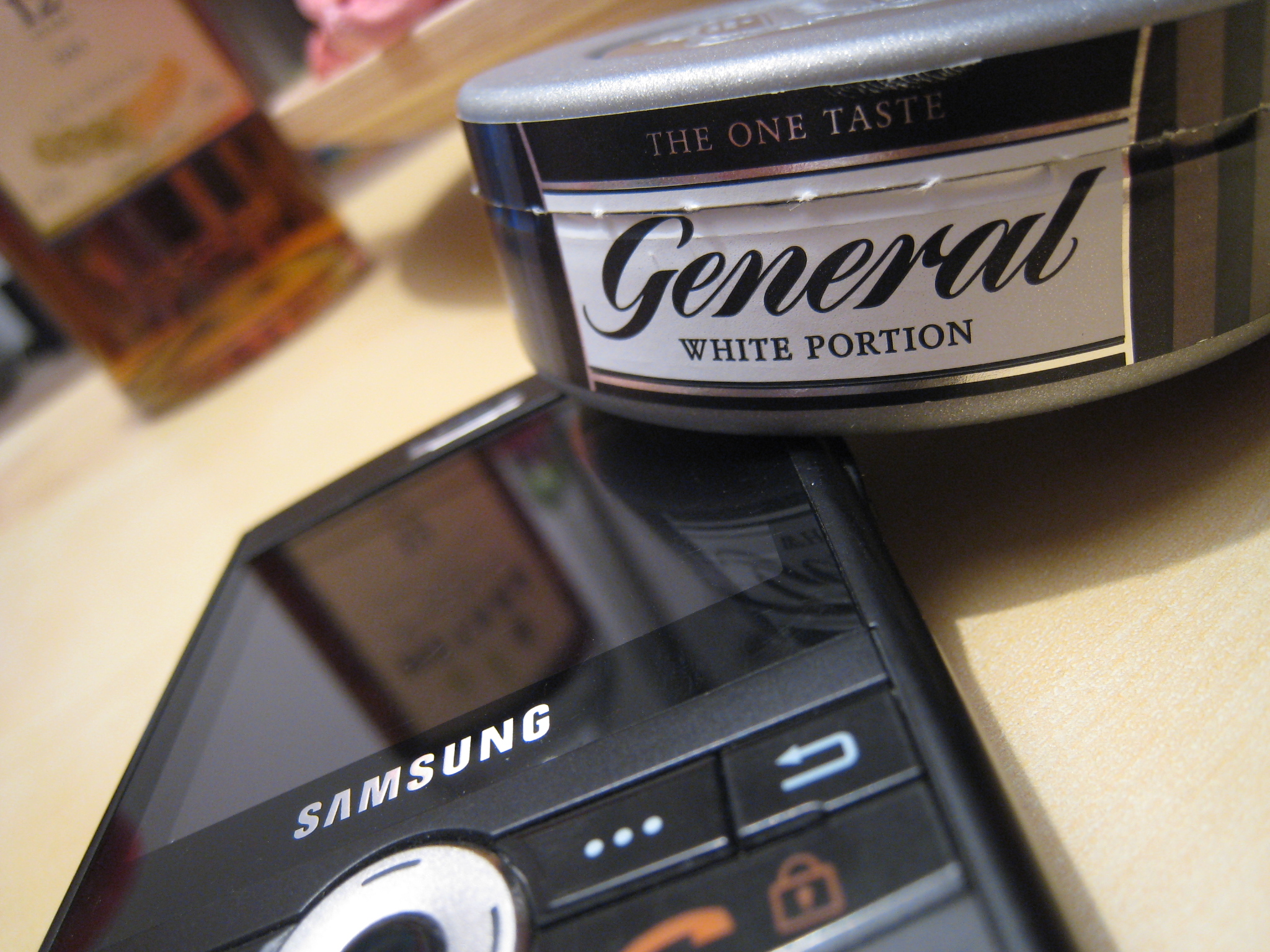
삼성 블랙잭

## 같이 보기
- 애니콜 울트라 메시징
- (영어) 삼성 블랙잭 보관됨 2010-06-06 - 웨이백 머신